# سرقة (فلم 2015)
سرقة (بالإنجليزية: Heist) واسمه الأصلي الحافلة 657 (Bus 657) هو فيلم جريمة وإثارة أمريكي صادر عام 2015 من إخراج سكوت مان وكتابة ستيفان سيفر، الفيلم من بطولة النجم روبيرت دي نيرو وجيفري دين مورجان وديف باتيستا يتحدّث عن سرقة كبيرة لأحد النوادي الليلية.

## القصة
تدور احداث الفيلم حول الأب لوك فون (جيفري دين مورجان) وهو جندي سابق يعمل في ناد ليلي ولا يستطيع دفع تكاليف علاج طبيب ابنتة المريضة فيطلب من رئيسه في العمل «بوب» (روبيرت دي نيرو) أن يقرضه المال اللازم لإجراء العملية فيرفض رئيسه ويتشاجر مع حرّاسه ليتم طرده من الكازينو، حينها يضطر لقبول عرض عرضه عليه زميله في العمل «كوكس» (ديف باتيستا) بالاشتراك معه في سرقة الكازينو،
 فيخططون ويقوم بتنفيذ السرقة ولكن تتطور الأحداث سريعاً ليجدوا أنفسه مطاردين من قبل رجال الكازينو حينها انحرفت الامور واجبروا على سرقه حافلة المدينة ليدخلوا في مطاردة مع الشرطة.

## الإستقبال النقدي
تلقى الفيلم مراجعات سلبية من النقاد حيث حصل على متوسط 23% على موقع الطماطم الفاسدة بناء على 26 مراجعة، وحصل على معدل 37% على موقع ميتاكريتيك بناء على 11 صوت.

## الميزانية والإيرادات
كلف الفيلم حوالي 22 مليون دولار، فيما جمع حوالي 3,1 مليون دولار في شباك التذاكر

## طاقم العمل
- روبيرت دي نيرو - (بوب)
- جيفري دين مورجان - (فون)
- كايت بوسورث (سيدني)
- موريس كستنائي - (دوغ)
- جينا كارانو - (كريس)
- ديف باتيستا - (كوكس)
- تايسون سوليفان - (ميكي)
- ستيفان كيروس سيفر - (دانتي)
- مار بول ك هيري جوسانار - (ماركوني)
- سومر آلتيس - (كريستال)

## وصلات خارجية
- سرقة على موقع IMDb (الإنجليزية)
- سرقة على موقع روتن توميتوز (الإنجليزية)
- سرقة على موقع قاعدة بيانات الأفلام العربية
- سرقة على موقع ألو سيني (الفرنسية)
- سرقة على موقع Turner Classic Movies (الإنجليزية)
- سرقة على موقع أول موفي (الإنجليزية)
- سرقة على موقع بوكس أوفيس موجو (الإنجليزية)
- سرقة على موقع فيلمافينيتي (الإسبانية)
- سرقة على موقع قاعدة بيانات الفيلم (الإنجليزية)
- سرقة على موقع ليتربوكسد (الإنجليزية)